# Народная война
Народная война — такая война, в которой принимают участие не одни только войска, а весь народ какой-либо страны. Народная война никогда не служила для наступательных целей и ведется исключительно в родной стране. Отличительными чертами народной войны являются исключительно кровавый и истребительный характер всех столкновений, а также продолжительность и упорство военных действий — борьба ведется за каждую пядь земли, и закончить одним ударом кампанию немыслимо. Обстоятельствами, способствующими народной войне, являются психологическое состояние народа, а также пересечённый характер театра войны (леса, горы). Согласно словарю Даля, в народной войне «весь народ принимает, по сочувствию к поводу раздора, живое участие».
Примерами народных войн могут служить:
- Сопротивление швейцарцев Австрии и Карлу Смелому;
- Борьба Нидерландов с Филиппом II;
- Гуситские войны;
- Война за независимость США;
- Война первой коалиции (со стороны Франции)
- Восстание гверильясов на Пиренейском полуострове против императора Наполеона;
- Восстание Тироля против императора Наполеона;
- Отечественная война 1812 года
- Борьба греков за независимость.

Народная война возможна только при широкой поддержке общественности. Из этого следовала тенденция в определённый момент приобщать к военным действиям все общество. Из-за чрезвычайных усилий, которых требует народная война, вести борьбу за ограниченные цели при ней невозможно. Чтобы мобилизовать общественность, требуется решающая победа, а дело, за которое государство ведёт войну, должно поддерживаться значительным большинством народа. Это, а также то, что благодаря промышленной революции появилась возможность формировать огромные добровольческие и сформированные на основе воинской повинности армии, перевозить их на фронт, обеспечивать оружием, обмундированием и продовольствием, во второй половине XIX века способствовало развитию тенденций тотальной войны, проявившихся с наибольшей силой во время Первой мировой войны и Второй мировой войны.